# Юзефович, Борис Самойлович
Борис Самойлович Северный (Юзефович) (1888 — 1937) — советский хозяйственный деятель, руководитель Одесской ЧК.

## Биография
Родился в семье зубного врача. Член РСДРП(б) с 1917, меньшевик в 1905—1917. Участник революции 1905—1907. В 1907 сослан в Пинежский уезд Архангельской губернии, бежал, вёл революционную работу в Петербурге. В 1911 сослан в Мезенский уезд Архангельской губернии, освобождён по амнистии в 1913. Работал электриком в Одессе.
После Февральской революции в 1917 член Одесского Совета и его исполкома, один из организаторов Красной гвардии в Одессе. В конце 1917 возглавил службу разведки и контрразведки в городе. В марте-декабре 1918 один из руководителей большевистского подполья в Одессе, начальник разведки. Заключил контракт о взаимопомощи с главой одесской криминальной мафии Мишкой Япончиком. Был арестован интервентами. В апреле-августе 1919 заместитель председателя Одесской ЧК.
«По воспоминаниям бывшего коменданта здания ЧК Н. Л. Мера, расстрелами занимались практически все сотрудники ОЧК, дежурившие по ночам. Для этой цели заводили мотор грузовика, приговоренные раздевались донага, причем одежду сортировали на мужскую и женскую, верхнюю и нижнюю, партиями по 10-12 человек заводились в гараж, где комендантский взвод (в основном китайцы) расстреливали несчастных».
«21 апреля. Расстрел 26 черносотенцев в Одессе…напечатан поименный список этих двадцати шести, расстрелянных вчера, затем статейка о том, что „работа“ в одесской чрезвычайке „налаживается“, что „работы вообще много“… Вечером у нас опять сидел Волошин. Чудовищно! Говорит, что провел весь день с начальником чрезвычайки Северным (Юзефовичем), у которого „кристальная душа“. Так и сказал: кристальная»" (Иван Бунин. Окаянные дни).
«Наша русская интеллигенция, полностью лишённая инстинкта самосохранения, упорно не хотела верить, что расправа грозит и тем, кто не совершал дурных поступков. Доказательством служит тот факт, что в ночь на 20 июня 1919 года все юристы Одессы (судейские) были арестованы на своих квартирах и расстреляны в ту же ночь. В живых, говорят, остались только двое: барон Гюне фон Гюненфельд и мой отец.
Всех юристов, весь „улов“ этой ночи — говорят, их было 712 человек — согнали в здание на Екатерининской площади, где разместилось это мрачное учреждение — Одесская ЧК…» (Евфросиния Керсновская. Сколько стоит человек).
В июне 1919 года была раскрыта и уничтожена подпольная монархическая организация «Русский народный союз» под предводительством Дусинского. Из 30 арестованных 16 было расстреляно. Современные исследователи считают, что за лето 1919 года одесской ЧК было казнено около двух тысяч человек.
Затем на подпольной работе в Одессе (руководил контрразведкой подпольного обкома партии), её руководители носили псевдонимы по частям города — Северный (Борис Юзефович), Южный (Иосиф Горенюк), Западный (Семен Кесельман), Восточный (его старший брат Арнольд Кесельман).
В январе-феврале 1920 председатель Одесской ЧК, которую и воссоздал, санкционировал аресты врагов советской власти и расстрелы.
Боролся с бандитизмом. В феврале 1920 начальник милиции Шахворостов заявил, что в городе находится до 40 тысяч зарегистрированных бандитов. В. В. Шульгин, живший тогда в Одессе, называл другую цифру — около 2 тысяч. В Одессе по ночам не стихала пистолетная и ружейная стрельба. Губревком издал приказ, в котором, в частности говорилось: «Всех, кто будет заниматься грабежами при Советской власти, Губревком будет беспощадно расстреливать. На действия прошлого времени — царизма и деникинщины — этот приказ не распространяется». ОГЧК заявила, что «спекулянты будут рассматриваться и как спекулянты, и как контрреволюционеры». Первый удар чекистов по уголовному миру Одессы пришёлся по подпольной валютной «бирже», сосредоточением которой был район в центре Одессы возле кафе Фанконии и Робина. Кроме запрещённых валютных операций здесь был центр заказа и сбыта разнообразных фальшивых денег и документов — пропусков, мандатов, справок. 1 марта 1920 весь центр города на несколько кварталов от Фанкони и Робина был оцеплен и были задержаны все, кто оказался в этом квадрате, всего более тысячи человек, из которых около 50 было расстреляно, большинство отпущено.
Резкой критике подверг работников ОГЧСК председатель Цупчрезкома Украины В. Манцев, который писал в своем отчете, что в некоторых городах, «где местные ревкомы пытались исключительно своими силами организовать губчека, они наталкивались на связь даже ответственных работников с некоммунистической средой, а, следовательно, на непригодность их для работы в ЧК. Особенно ярко обнаружилось это явление в Одессе, где поспешное отступление наших войск летом 1919 г. застигло врасплох много партийных работников. Спасаясь от белого террора, некоторые из них вынуждены были пользоваться услугами обывателей и уголовного элемента и после возвращения советских войск оказались в „долгу“ у этих врагов советского строя. Одесские спекулянты и даже бандиты широко пользовались этой слабостью местных работников. Работа ОГЧСК то и дело стеснялась ходатайствами за отдельных арестованных. Нужно было прислать в Одессу новых решительных коммунистов, не связанных никакими <личными отношениями> и лишь тогда явилась возможность направить работу Одесской ЧК на правильный путь»
После прибытия в Одессу отряда чекистов во главе с С. Реденсом, присланного на замену разложившемуся составу ЧК, перешёл в РККА и возглавлял разведывательное управление вооружённых сил Украины и Крыма, а затем разведывательное управление Петроградского военного округа ВО и Юго-Западного фронта. За допущенные служебные нарушения снят с должности и уволен из армии. «Его подчиненными была организована банда, занимавшаяся ограблениями и убийствами лиц, которым за немалые суммы обещалась переправка в Румынию и Польшу. Помощника Юзефовича, некоего Айзеншписа, назначенного козлом отпущения, быстренько расстреляли, остальных, включая Юзефовича, разбросали кого куда».
В 1924 поступил в Военную академию РККА, учился на рабфаке, другого образования не получил, вскоре отозван и направлен уполномоченным «Льноцентра» в Берлин. Позднее работал в Государственном электротехническом тресте (ГЭТ), в 1930—1934 — вновь за границей, в 1934—1937 директор Тульского патронного завода.
Арестован 24 января 1937. Расстрелян по приговору ВКВС СССР 17 июня 1937, прах на Донском кладбище в Москве. Реабилитирован посмертно в 1956.
Дочь — Юдифь Борисовна Северная (1915—2013), отбывала с 12 февраля 1938 года десятилетний срок заключения в Ивдельлаге, работая точковщицей на лесоповале в 1-м Самском и 12-м Собянинском ОЛПах (лаготделении «Пристань»), а затем была зачислена в агитбригаду клуба им. Дзержинского комендантского 9-го ОЛПа в Ивделе, откуда освободилась 5 января 1947 года. Жила в Москве на ул. Гримау. Одна из руководителей московского «Мемориала».